# Ptisana sylvatica
Ptisana sylvatica är en kärlväxtart som först beskrevs av Carl Ludwig von Blume, och fick sitt nu gällande namn av Murdock. Ptisana sylvatica ingår i släktet Ptisana och familjen Marattiaceae. Inga underarter finns listade i Catalogue of Life.